# Потиханов, Даниил Валерьевич
Даниил Валерьевич Потиханов (род. 30 ноября 1999, Пенза, Пензенская область) — российский регбист, играет на позиции трёхчетвертного в команде «Локомотив-Пенза».

## Биография

### Клубная карьера
Регби начал заниматься в 11 лет. Первый тренер - Александр Петрович Лыков. В начале карьеры выступал за пензенскую «Империю» (2016-2018). Являясь одним из самых перспективных регбистов Даниил переходит в «ВВА-Подмосковье» . В 2018 году получает премию Федерации регби России «Дебют года». В 2019 году вместе с командой занимает 4-е место.

### Карьера в сборной
В 2017 году стал чемпионом Европы проходившем во Франции. С 2018 года входит в состав сборной команды России по регби и регби-7. В команду по регби-15 сначала был вызван на учебно-тренировочный сбор, по итогам которого дебютировал за основной состав в ноябре 2018 года против Намибии в возрасте 18 лет. В дебютном матче отметился попыткой.

## Достижения
- Бронзовый призёр чемпионата России (2018)
- Чемпион России по регби-7 (2018)
- Серебряный призёр Чемпионата России по регби-7 (2019)